# Baraka (Gabon)
Pour les articles homonymes, voir Baraka.
Baraka est une mission protestante américaine fondée en 1842 au Gabon à l'emplacement de l'actuel Libreville.

## Histoire
Le Révérend John Leighton Wilson arrive au Gabon le 22 juin 1842 et fonde la mission en compagnie de sa femme, arrivé en décembre 1842 , et de trente-cinq missionnaires. Le site choisi était celui des baraques à esclaves, d'où le nom Baraka. La mission, première école du Gabon, passe sous l'égide de la Société des missions évangéliques de Paris en 1894. Elle est de nos jours située dans le 4e arrondissement de Libreville.
En mai 2016, le président Ali Bongo a célébré la fête de la pentecôte dans l’église évangélique de Baraka.

### Personnalités
Anyentyuwe (env. 1855-1904) y a grandi et y a enseigné de nombreuses années avant d'en être renvoyée vers 1882 à la suite de ses accusations de viol contre plusieurs missionnaires,.